# Frida Schubert-Steingraeber
Frida Schubert‑Steingraeber (* 1901; † 1970) war eine deutsche Malerin und Grafikerin, bekannt für ihre Holzschnitt- und Ölgemäldewerke. Sie arbeitete in der zweiten Hälfte des 20. Jahrhunderts und stellte mehrfach Holzschnitte auf Japanpapier her.

## Leben
Frida Schubert-Steingraeber studierte Bildhauerei in Erfurt und Malerei in Köln. Gemeinsam mit Kurt Lorenz und weiteren Künstlern gründete sie die Künstlervereinigung „Die Leiter“.

## Werk
Im Jahr 1968 veröffentlichte sie das Werk „Nottuno“, eine Auflage von 110 Exemplaren mit zwölf Original-Holzschnitten auf Japanpapier, sieben davon zweifarbig, alle signiert und nummeriert.
Eine Serie von zehn Farbholzschnitten Ohne Titel entstand 1968/69. Beide Werke sind in der Sammlung des Lenbachhauses enthalten.
Ihre Ölgemälde „Blumenstilleben“ und „Aufbruch“ befinden sich mit vielen anderen Werken als Schenkung ihres Ehemanns Christian Albert Schubert in den Bayerischen Staatsgemäldesammlungen (Pinakothek der Moderne in München).

## Ausstellungen (Auswahl)
- 1970: Vier Frauen. Neue Galerie der Stadt Linz, Wolfgang-Gurlitt-Museum[8]
- 2021: FLORADORA Blumen und Codes von Sabine Weber & Frida Schubert-Steingraeber. Ebertplatzpassage Köln.[9]